# Альхаміядо
Альхаміядо (босн. Alhamijado) або альхам'ядо (ісп. Aljamiado, араб. عَجَمِيَة, ʿajamiyah) — рукописи, що використовують арабське або єврейське письмо для запису європейських, особливо романських мов, таких як мосарабська, португальська, іспанська та ладино. Під це визначення можуть підходити також запис арабською абеткою боснійської мови та білоруські кітаби.

## Арабське письмо
Систематичні тексти романськими мовами з використанням арабського письма з'являються на початку 15 століття, а більшість таких текстів відносять до 16 століття. Основним текстом альхаміядо в цьому регіоні була збірка, виконана муфтієм Сеґовії 1462 року, під назвою Suma de los principales mandamientos y devediamentos de nuestra santa ley y sunna. В пізніші часи морискам заборонили використовувати арабську мову для релігії, тож вони писали на теми ісламу іспанською.

## Єврейське письмо
Термін альхаміядо використовується також стосовно текстів романськими мовами (переважно ладино), написаних чи надрукованих з використанням єврейської абетки. 
|  | Отже, перш за все, що таке “альхаміядо”? “Альхаміядо” це слово, що використовується для опису текстів іберо-романською мовою, написаних за допомогою арабської чи єврейської систем письма. У середні віки євреї на Піренейському півострові розмовляли романськими мовами, але іноді зверталися до єврейської абетки для писання ціми мовами. |